# Sri Suriyendra

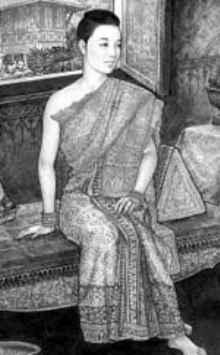
Sri Suriyendra

Sri Suriyendra, född Bunrot 1767, död 1836, var en thailändsk prinsessa, drottning av Thailand mellan 1809 och 1824, gift med sin kusin kung Rama II, och mor till kung Mongkut och vicekung Pinklao. 
Hon var dotter till kung Rama II:s syster prinsessan Sri Sudarak och Ngoen Saetan. Hon växte upp i det kungliga palatset, Stora Palatset. År 1801 ertappades hon med att ha blivit gravid efter en hemlig kärleksförbindelse med sin kusin tronarvingen. Hon förvisades från hovet till ett mindre palats, men kronprinsen lyckades till slut övertala sin far att tillåta dem gifta sig. 
När hennes make besteg tronen år 1809 gav han henne titeln drottning. Hennes make hade i enlighet med traditionen många hustrur (bland dem prinsessan Riam, kronprinsens mor), och flera konkubiner, men hon hade titeln drottning. 
När hennes make avled 1824 efterträddes han av hennes styvson Rama III. Hennes äldste son blev munk, medan hon bosatte sig i Gamla Palatset med sin yngre son. 